# Assemblée sociale-démocrate biélorusse
L'Assemblée sociale-démocrate biélorusse (en biélorusse Беларуская сацыял-дэмакратычная Грамада, Bielaruskaja sacyjal-demakratyčnaja Hramada, abrégée BSDH) est un parti politique biélorusse fondé en 1991, orienté au centre gauche et dirigé par l'ancien président Stanislaw Chouchkievitch.
D'abord dirigée par Mikhaïl Tkatchow (ru), l'Assemblée sociale-démocrate s'est associée en 1996 au Parti social-démocrate de l'accord populaire pour donner naissance au Parti social-démocrate biélorusse (Assemblée du peuple). L'Assemblée est reconstituée en 1998 et figure aujourd'hui (14 avril 2009) dans l'opposition au régime d'Alexandre Loukachenko.
Le 31 juillet 2023, l'Assemblée sociale-démocrate biélorusse a été liquidée par la Cour suprême de Biélorussie.

## Politique
- Le parti était en faveur de reléguer la langue russe au statut de deuxième langue d'État en Biélorussie. Cependant, ce statut avait été obtenu par un référendum national en 1995, lors duquel 83,3% des participants au référendum avaient voté pour que le russe reste la langue officielle d'État.